# スインギンドラゴンタイガーブギ
スインギンドラゴンタイガーブギは、灰田高鴻による日本の漫画作品。2020年18号から2021年31号まで『モーニング』（講談社）で掲載された。キャッチコピーは「ジャズ。それは戦後日本の「芸能界」のルーツ。これは戦争ですべてを失ったこの国、そしてその音楽が再生する歴史を描く、一大ニッポンジャズストーリー!!」である。2021年に開催された第24回文化庁メディア芸術祭マンガ部門で新人賞を受賞した。
ジャズを題材としており、第二次世界大戦後の戦後混乱期における社会復興とジャズを通した人間模様が描かれている。

## あらすじ
第二次世界大戦戦直後の日本。主人公である於菟（おと）の姉は溺水事故により記憶障害を患い、残された唯一の記憶が戦中に聴いたジャズベーシストである小田島龍治が目の前で奏でたジャズの音であった。1951年（昭和26年）の春、於菟は姉の希望を叶えるため、自宅にあったウッドベースを抱え小田島龍治を探す旅に出るのであった。

## 登場人物
諏訪 於菟（すわ おと）
作品の主人公であり依音子の妹。寅年生まれから通称トラ。勝気で物怖じせず男勝りな性格であるが姉想いのやさしい一面を持つ。天性の歌声の持ち主であり、当時の記憶を頼りに福井から東京へ人探しのため上京する。
諏訪 依音子（すわ いねこ）
於菟の姉。戦後直ぐの溺水事故により記憶障害を患い福井の自宅で療養する。
岡野 染香（おかの そめか）
於菟の従姉妹。池袋の三業地で置屋「朝日楼」を営んでおり於菟の下宿先。小田島に想いを寄せる。
小田島 龍治（おだじま たつじ）
凄腕のジャズベーシスト。依音子と深い関わりがあるが、福井に疎開していた頃の記憶だけを喪失しており、当時のことを一切覚えていない。
丸山 眞樹夫（まるやま まきお）
小田島の幼馴染であり小田島も所属するジャズバンドのバンマスであり丸山芸能社代表を務める。サクソフォン担当。東京の路上で見かけたトラの才能に一目惚れし自分たちのバンドへと誘う。
峯川（みねかわ）
ジャズバンドメンバー。トランペット担当。丸山と小田島の先輩にあたる。
藤田（ふじた）
ジャズバンドメンバー。ピアノ担当。一高出身の秀才。
鮫島（さめしま）
ジャズバンドメンバー。ドラム担当。強面。
チャールス・ショア
朝霞の米軍基地、第一騎兵師団所属の軍人。トラの歌声に魅了される。

## ジャズバンド：スインギン タイガー ブギ（暫定）
- ボーカル：諏訪 於菟
- ベース：小田島 龍治
- サクソフォン：丸山 眞樹夫
- トランペット：峯川
- ピアノ：藤田
- ドラム：鮫島

## 書誌情報
- 灰田高鴻 『スインギンドラゴンタイガーブギ』 講談社〈モーニングKC〉、全6巻
  1. 2020年8月20日発売[5]、ISBN 978-4-06-520341-5
  2. 2020年11月20日発売[6]、ISBN 978-4-06-521514-2
  3. 2021年2月22日発売[7]、ISBN 978-4-06-522115-0
  4. 2021年5月21日発売[8]、ISBN 978-4-06-523070-1
  5. 2021年8月23日発売[9]、ISBN 978-4-06-523425-9
  6. 2021年11月22日発売[10]、ISBN 978-4-06-526011-1

## タイアップ
2020年8月、単行本第一巻発売に伴い、ユニバーサル・ミュージックとタイアップした公式のプレイリストがSpotifyとApple Music上で公開されている。
2021年5月19日、公式コンピレーションアルバム『ウィズ・スインギンドラゴンタイガーブギ』が発売された。